# بادي فلانغن
بادي فلانغن (بالإنجليزية: Paddy Flanagan)‏ هو دراج أيرلندي، ولد في 1941 في Kildangan ‏ في جمهورية أيرلندا، وتوفي في 21 نوفمبر 2000.